# Carlota de Hessen-Kassel
Carlota de Hessen-Kassel (en alemany Charlotte von Hessen-Kassel) va néixer a Kassel (Alemanya) el 20 de novembre de 1627 i va morir a Heidelberg el 26 de març de 1686. Era filla del landgravi Guillem V de Hessen-Kassel (1602-1637) i d'Amàlia Elisabet de Hanau-Münzenberg (1602-1651).
La seva vida va venir marcada per la imposició d'un matrimoni de conveniències. Les desavinences matrimonials afloraren aviat, tant pel caràcter fort i malhumorat de Carlota a qui agradava el joc i muntar a cavall, com per l'agressivitat del seu marit Carles Lluís i la seva afició a la caça que el distreia fins i tot de les tasques de Govern. Carles Lluís es procurà, a més una amant, Maria Lluïsa de Degenfeld, una dama de la mateixa Cort amb qui es casaria després d'haver-se divorciat de Carlota.
Com a resultat del seu infeliç matrimoni, els nens de Carlota van ser enviats a viure amb la seva tia paterna Sofia a Hannover. Amb tot, després del divorci, Carlota es va quedar a viure a Heidelberg, amb l'esperança de poder recuperar el seu marit. Va viure-hi reclosa fins que amb la mort de Carles Lluís, va ser succeït pel seu fill Carles.

## Matrimoni i fills
Essent encara molt jove, i com a forma de segellar una aliança entre les famílies de Wittelsbach i de Hessen, es va acordar el seu casament amb l'elector palatí Carles Lluís (1617-1680), fill de Frederic V (1596-1632) i de la princesa Elisabet d'Anglaterra (1592-1662). El casament va tenir lloc al castell de Heidelberg el 22 de febrer de 1650. La parella, que acabà divorciant-se, va tenir tres fills: 
- SM l'elector Carles II, elector palatí, nat a Heidelberg el 1651 i mort el 1685. Es casà amb la princesa Guillemina Ernestina de Dinamarca (1650-1706).
- SAR la princesa Elisabet Carlota del Palatinat, nada a Heidelberg el 1652 i morta a París el 1722. Es casà a Versalles amb el príncep Felip d'Orleans (1640-1701).
- SAR el príncep Frederic del Palatinat, nat a Heidelberg el 1653 i mort el mateix any a la capital palatina.